# Dead River (River Mole)
Der Dead River ist ein Wasserlauf in Surrey, England. Er entsteht in Walton-on-Thames und fließt zunächst am Südende des Queen Elizabeth II Storage Reservoirs in östlicher Richtung und dann im Osten des Stausees in nördlicher Richtung, um sich dann nach Osten zu wenden und im Süden von Molesey zu fließen. Er mündet dort in den River Mole.